# Le Poiré-sur-Velluire

Le Poiré-sur-Velluire este o comună în departamentul Vendée, Franța. În 2009 avea o populație de 628 de locuitori.